# Elfriede Zimmermann
Elfriede Zimmermann (* 1908 in Berlin; † unbekannt) war eine deutsche Schwimmerin.

## Biografie
Elfriede Zimmermann nahm an den Olympischen Sommerspielen 1928 in Amsterdam teil. Im Wettkampf über 200 m Brust schied sie im Halbfinale aus. Ein Jahr später wurde sie Deutsche Meisterin im Freiwasserschwimmen.